# Homo naledi
Homo naledi je jeden ze zástupců rodu Homo. Původně byl, na základě anatomických znaků, označen za jeden z raných druhů a datován do období před 900 tisíci až 2,8 miliony let. Na základě šesti rozdílných metod byla ale datace změněna na stáří 236 až 335 tisíc let. Pozůstatky 15 jedinců obou pohlaví a různého věku byly objeveny v r. 2013 v komoře Sterkfonteinských jeskyní v Jihoafrické republice. Umožnily tak dobré prozkoumání anatomie kostry. Homo naledi na výšku měřil asi 139 až 148 cm, pánev a ramena měly primitivní stavbu, dolní končetiny měl relativně dlouhé s dlouhými chodidly. Hmotnost se odhaduje na 35 až 53 kg. Vyznačoval se pokročilým tvarem lebky s mozkovou komorou o objemu cca 450 až 550 cm³ (podobném, jako mají gorily) a relativně drobnými zuby. Hromadný nález, jedná-li se o pohřební komoru, může naznačovat kulturní pokročilost přinejmenším v pohřebních rituálech. Ruce umožňovaly dobrý pohyb po stromech i používání nástrojů. Nález a datace Homo naledi ukázaly překvapivou věc a to, že anatomicky spíše primitivní hominidé s malým mozkem žili velmi dlouho paralelně s „klasicky“ (postupně se zvětšující mozek) se vyvíjejícími hominidy. 

## Pohřebiště
Překvapivým nálezem v Jihoafrické republice je objev nejstaršího pohřebiště člověka na světě, skalních rytin a používání ohně, které dokládá překvapivou schopnost složitějšího chování u druhu Homo naledi.

## Další informace
Druhové jméno je odvozeno podle místa nálezu, což byla jeskyně Vycházející hvězdy, a naledi znamená v překladu ze sesothštiny „hvězda“.